# バージー・ラーオ
バージー・ラーオ（マラーティー語: श्रीमंत बाजीराव, IPA: [bad͡ʒiɾaːʋ bəlːaːɭ], 英語: Baji Rao, 1700年8月18日 - 1740年4月28日）は、インドのデカン地方、マラーター王国の世襲における第2代宰相（ペーシュワー、1720年 - 1740年）。マラーター同盟の盟主でもある。バージー・ラーオ1世（Baji Rao I）、バージー・ラーオ・バッラール（Baji Rao Ballal）とも呼ばれる。
彼はシヴァージーの再来ともいえる人物であり、「シヴァージーに次ぐ、ゲリラ戦法の最も偉大な実践者」と後世に語られている。
また、その20年の統治期間の間に、マラーター同盟の軍はデカンを越えて北インドにまで進撃し、デリー近郊にまで勢力を広げ、その広大な領土は「マラーター帝国」と呼ばれた。

## 生涯

### 宰相就任
1720年4月12日、父であるマラーター王国の宰相バーラージー・ヴィシュヴァナートが死亡し、弱冠20歳の息子バージー・ラーオが宰相となった。その世襲はマラーター王シャーフーに認められたものだった。
バージー・ラーオは若年にもかかわらず、武勇と知略に非常に優れていた。さらに兵士らにはとても人気があり、今日にまでそれは伝わっている。また、彼は宮廷において、シャーフーの目前で宮廷の人々にこういったという。
| 「 | 「不毛なデカンを越えて、中部インドを征服しよう。ムガル帝国の者たちは弱く怠惰な女たらしとアヘン中毒になった。北の金庫室に蓄えられた世紀の富は我々のものにできる。バーラトヴァーシャの聖地から賤民と野蛮人を追いやる時だ。彼らをヒマラヤのむこうに追い返して、彼らの来たところへと戻そう。マラーターの旗はクリシュナ川からインダス川まで翻されなければならない。ヒンドゥスターンは我等のものだ」 | 」 |

### 南インドへの遠征
バージー・ラーオが就任後に目を付けたのが、南インドのカルナータカ地方に存在したマイソール王国といった諸王国だった。南インドはムガル帝国が撤退したのち、新興の政権あるいは在地の王権がいくつかでしのぎを削っていた。
すでに、1718年7月、前宰相バーラージー・ヴィシュヴァナートの代にムガル帝国領のデカン6州に関して、チャウタ（諸税の4分の1を徴収する権利）およびサルデーシュムキー（諸税の10分の1とは別に徴収する権利）がマラーターに認められていた。その中にはカルナータカ地方も含まれていた。
1725年11月20日、バージー・ラーオは軍勢を率い、カルナータカ地方へと進軍し、1726年5月に本国に帰還した。
そして、1726年10月23日、バージー・ラーオは再びカルナータカ地方へと遠征し、1727年3月6日にマイソール王国の首都シュリーランガパッタナを包囲した。

### ニザーム王国との戦い

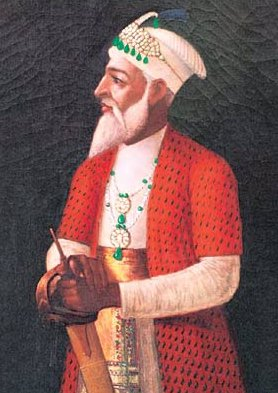
カマルッディーン・ハーン

とはいえ、マラーター同盟が北インドに進出するよりも、デカンにおける問題が発生した。
1724年にムガル帝国の宰相カマルッディーン・ハーンが独立し、デカン地方にニザーム王国を樹立すると、帝国にデカン6州の権利を認められ、マラーター王国との対立が始まった。バージー・ラーオはその統治初期、このニザーム王国の勢力をデカンに押しとどめておくことに傾注した。
1727年初頭、バージー・ラーオがカルナータカ地方に遠征中、ニザーム王国が彼に敵対するマラーターの武将らとともに攻め込んできた。同年4月にバージー・ラーオもカルナータカ遠征を終え、ニザーム王国の軍と対峙するために本国へと戻った。
1728年2月、マラーター王国はニザーム王国の軍にプネー及びその周辺の地域を占領されたが、遠征から戻ってきたバージー・ラーオはそれを破った（パールケードの戦い）。同年3月6日、マラーターはニザームにデカンにおけるチャウタとサルデーシュムキーを認めさせた。
この戦勝により、バージー・ラーオは敵対するマラーターの武将らを排除し、マラーター王国の実権を掌握した。

### ムガル帝国領への遠征と領土拡大

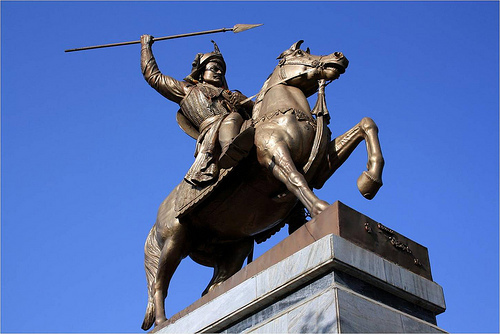
バージー・ラーオ像（プネー、シャニワール・ワーダー）

ニザーム王国との戦闘ののち、バージー・ラーオはムガル帝国の北インドの領土に対し、長期的な遠征に開始した。その目的は帝国の北インドの広大な領域を獲得し、チャウタを徴収する権利を帝国の官吏に認めさせ、その領域を同盟に割譲させることだった。
バージー・ラーオの軍は彼自身によって率いられており、士気はとても高く、各地でムガル帝国軍を打ち破った。マラーター同盟の軍が北インド各地でムガル帝国の勢力を駆逐し、その軍勢がマールワー、グジャラート、ブンデールカンドを席巻した。
この遠征には、バージー・ラーオとニザーム王国との戦いで共闘した武将マルハール・ラーオ・ホールカル、ラーノージー・ラーオ・シンディア、ピラージー・ラーオ・ガーイクワードらが随行した。彼らは北インド各地で独自に行動し、それらの獲得した領土は宰相によってその権利を保障された。
しかし、すべての武将がその行動に賛同したわけではなく、武将の一人トリンバク・ラーオ・ダーバーデーはグジャラートを自身の勢力範囲と見なしていたが、公然と反抗した。この人物は1730年に父の跡を継ぎ、マラーター王シャーフーからはセーナーパティ（軍事長官）に任命されていたものの、ニザーム王国と組み反旗を翻した。
1731年4月1日、バージー・ラーオはグジャラートのダバイーで叛将トリンバク・ラーオ・ダーバーデーと戦い、敗死させている（ダバイーの戦い）。これにより、彼に敵対するマラーターの武将らはほぼすべて一掃された。

### デリー及びボーパールの戦いとマールワー割譲

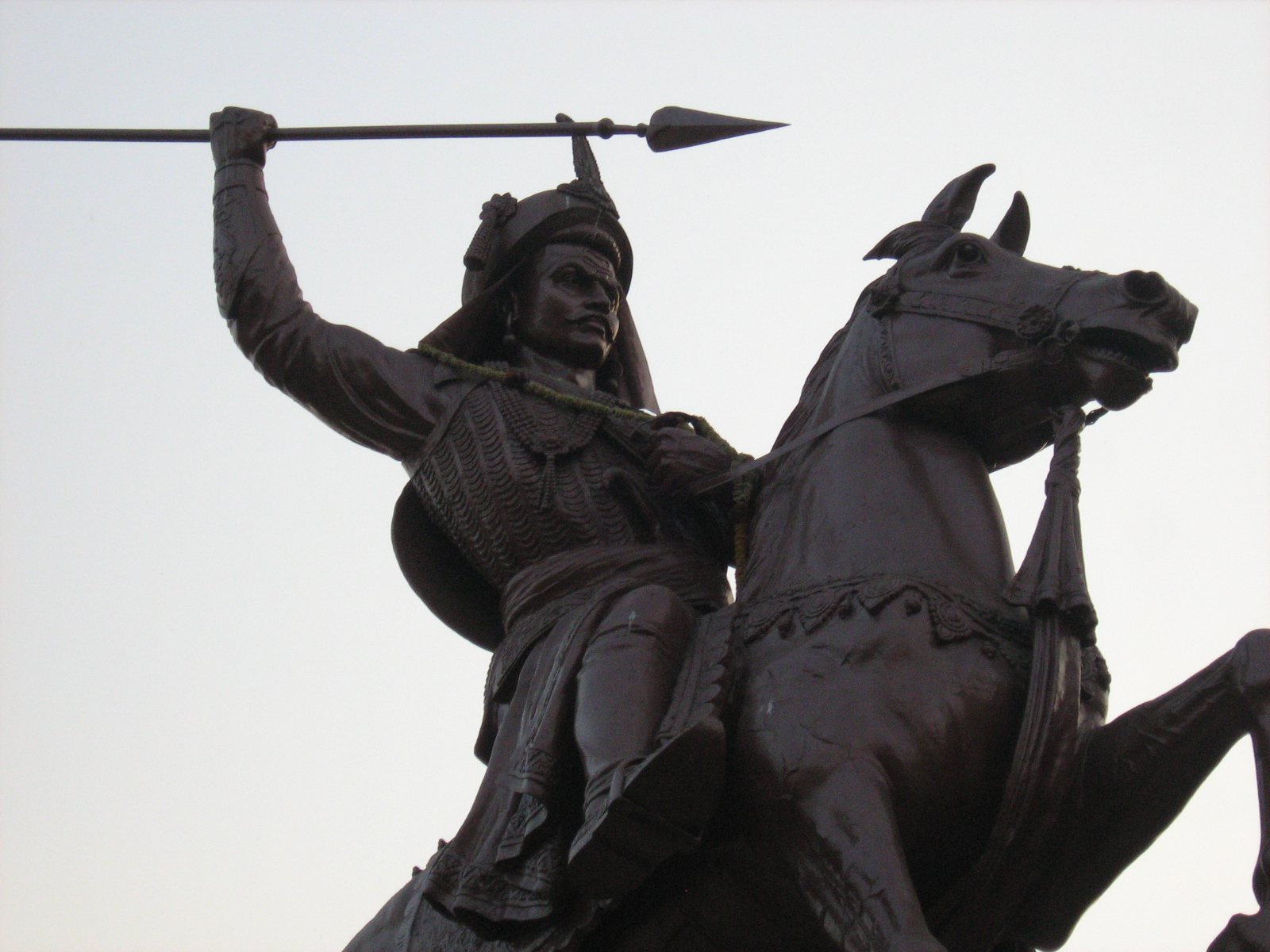
バージー・ラーオ像

バージー・ラーオの軍勢は毎年のようにムガル帝国の領土に攻め入り、マールワーなどからチャウタを徴収していたが、1730年代後半にはデリー近郊にまで進出していた。
バージー・ラーオはムガル帝国のデカンの領土を支配下に入れ、それまで略奪先だった中部インドのマールワーや北インドのグジャラート、デリー近郊までもマラーター同盟の支配下に置いた。
そして、バージー・ラーオは北上し、1737年3月28日にムガル帝国の首都デリーを攻撃し、その軍勢を破った（デリーの戦い）。アウラングゼーブの死後30年目に起ったこの出来事は、ムガル帝国の衰退をよくあらわしていた。
だが、バージー・ラーオはその帰途、ムガル帝国が要請していたニザーム王国の軍勢に遭遇し、同年12月24日にこれをボーパールで破った（ボーパールの戦い）。敗れたニザーム王国軍はボーパールに包囲されたのち、講和を結ぶことに決め、1738年1月7日に講和した。これにより、マラーター同盟はニザーム王国にマールワーを割譲させた  。

### マラーター同盟と宰相政権の確立

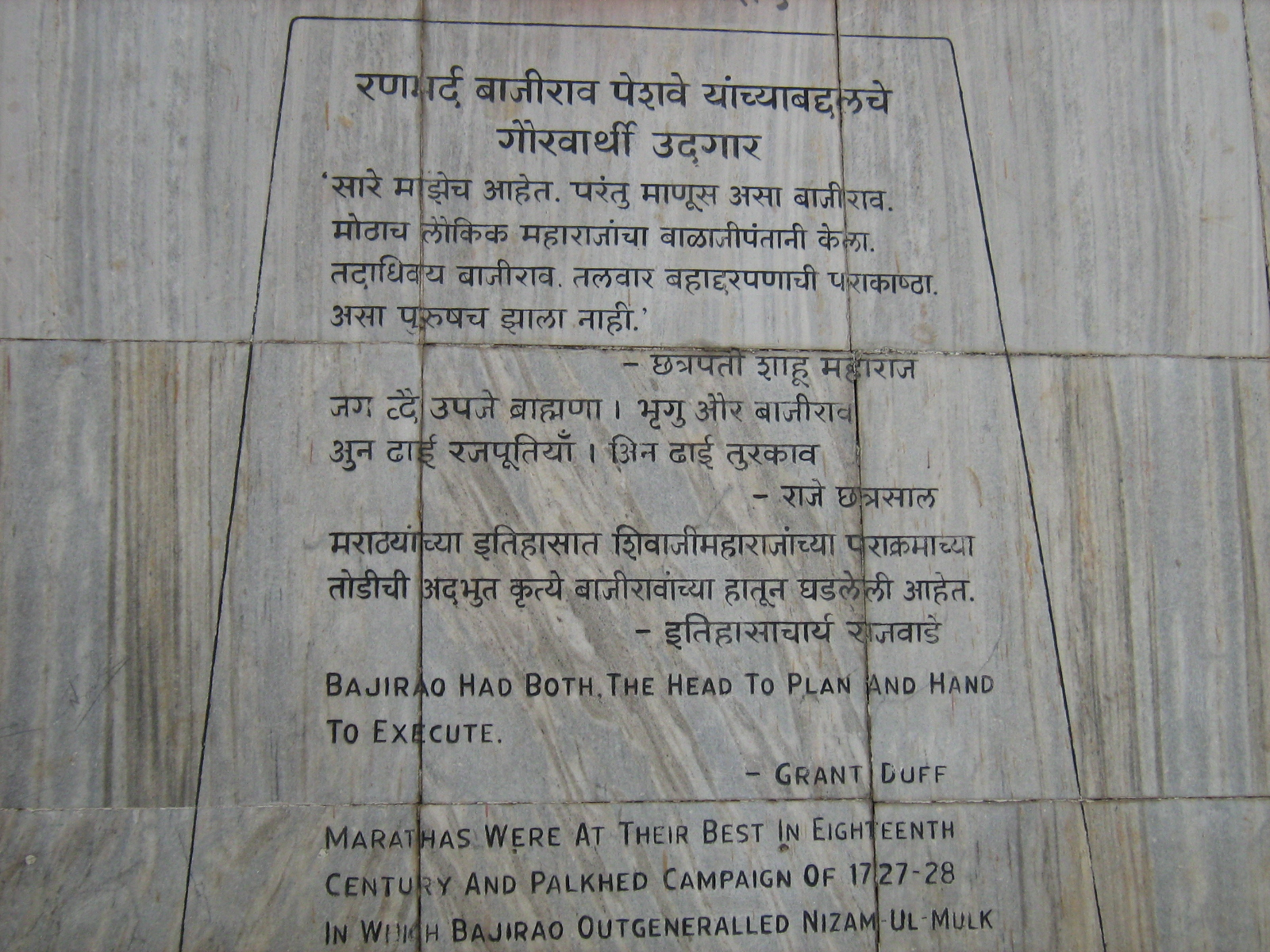
バージー・ラーオの事跡碑

バージー・ラーオは、父バーラージー・ヴィシュヴァナートが基礎を築いたマラーター同盟の確立に力を入れ、それに成功した。その治世、マラーター同盟はデカンの一政権ではなく、北インドに及ぶまで帝国なっていた。
バージー・ラーオは随行した武将であるマラーター諸侯（サルダール）に征服地を領有させ、諸侯が王国宰相に忠誠と貢納を誓い、宰相がその領土の権益を認める形をとった。これにより、北インドにはシンディア家、マールワーにはホールカル家、グジャラートにはガーイクワード家がそれぞれ統治を許された。のちにこの統治形態を見たイギリス人は、これをマラーター同盟と呼び、その呼び名が定着した。
しかし、この統治形態はマラーター同盟を確固としたものに出来なかったとする説もある。
マラーター同盟の領土は拡大したものの、それを統治したサルダールらの関心は新たな領地にあり、民衆から徴税することに精を出していた。
とはいえ、バージー・ラーオは治世20年のあいだに、マラーター王権（ボーンスレー家）を名目化し、王国宰相が事実上の「王」となり、王国宰相が同盟の盟主を兼ねる「マラーター同盟」を確立させることに成功している。
また、1731年から1732年にかけて、バージー・ラーオはプネーに巨大な宰相の宮殿であるシャニワール・ワーダーを建設した。当時、プネーはムガル帝国やニザーム王国との抗争で荒廃していたが、これを契機に宰相の都市として発展していくことになった。
こうして、彼はマラーター王国の首都サーターラーとは別に、プネーに独自の政権を樹立するに至った。このプネーに樹立された王国とは別の独自の政権は、一般的に宰相府あるいはペーシュワー政権と呼ばれている。

### 死

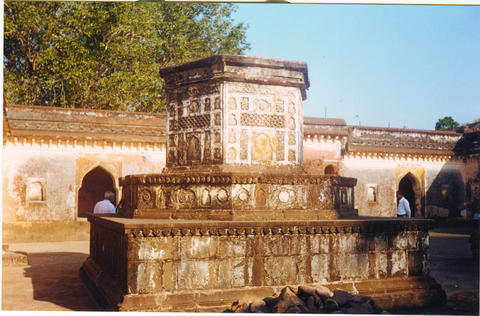
バージー・ラーオ廟（ナルマダー川河畔）

1740年初頭、バージー・ラーオは10万の兵をもって再びデリーを攻めようと行軍していたが、4月28日にインドール近郊で熱中症に倒れて死亡した。英雄の死はあまりにもあっけないものだった。その日のうちに、彼の葬儀はナルマダー河畔で行われた。
そして、バージー・ラーオの息子バーラージー・バージー・ラーオが、マラーター王国の新たな宰相となった。この世襲による宰相就任もまた、マラーター王シャーフーに認められたものだった。